# Mahi Binebine
Mahi Binebine (Marrakesh, 1959) is een Marokkaanse schrijver, schilder en beeldhouwer.

## Levensloop
Mahi Binebine groeide op in Marrakesh. Hij verhuisde in 1980 naar Parijs om zijn studie wiskunde te vervolgen aan de Universiteit van Parijs VI in Jussieu. Na zijn afstuderen in 1985 heeft hij acht jaar les gegeven. Daarna wijdde hij zich aan het schrijven en schilderen. Van 1994 tot 1999 woonde hij in New York. Zijn schilderijen zijn opgenomen in een groot aantal musea, waaronder het Guggenheim Museum in New York en het Marrakech Museum. In 2002 keerde hij terug naar Marrakesh, maar hij verblijft ook regelmatig in Frankrijk en de Verenigde Staten. In november 2011 ontving hij in Rabat de Trophée international de la Diplomatie publique, sector cultuur. De prijs werd uitgereikt voor zijn bijdrage aan de uitstraling van Marokko in het buitenland. Samen met zijn landgenote Fathiya Tahiri vertegenwoordigde hij Marokko tijdens de 53e Biënnale van Venetië in 2009.

## Auteurschap
Mahi Binebine schreef romans die vertaald zijn in een tiental talen. Met zijn eerste roman, Le Sommeil de l’esclave (1992), won hij de Prix Méditerranée.
In 1999 verscheen de roman Cannibales. Dit is het enige werk van Binebine dat in het Nederlands is vertaald.
Een klein groepje vluchtelingen wacht op het strand van Tanger op de mensensmokkelaar die hen zal overzetten naar Europa. Ze vertellen hun geschiedenis en daardoor leert de lezer hun achtergrond kennen en de reden waarom ze een nieuw bestaan in Europa willen opbouwen.
Zijn roman Les étoiles de Sidi Moumen is in 2012 verfilmd onder de titel Les chevaux de Dieu (Horses of God). Sidi Moumen is een arme wijk aan de rand van Casablanca waar de mensen in grote armoede leven. Om aan hun uitzichtloze situatie te ontsnappen bekeren enkele jonge mannen zich tot de radicale islam. Ze worden getraind om een zelfmoordaanslag te plegen. De film is gebaseerd op de zelfmoordaanslagen die plaatsvonden op 16 mei 2003 in Casablanca waarbij 45 mensen, waaronder de daders, werden gedood.

## Werken
Romans
- 1992 Le Sommeil de l'esclave
- 1994 Les Funérailles du lait
- 1997 L’ombre du poète
- 1999 Cannibales. Nederlandse vertaling: De kannibalen. Vertaald door Floor Borsboom. Uitgeverij Atlas 2001.
- 2001 Pollens
- 2004 Terre d'ombre brulée
- 2005 Le Griot de Marrakech
- 2009 Les Étoiles de Sidi Moumen. Verfilming Les chevaux de Dieu (2012). In Nederland uitgebracht onder de titel The horses of God.
- 2013 Le Seigneur vous le rendra
- 2017 Le fou du roi

Overige werken
- 2002 L'Écriture au tournant, co-auteur met Abdellatif Laâbi

## Links
- Website van Mahi Binebine
- Mahi Binebine op Facebook
- Engelstalig overzicht van de levensloop en het werk van Mahi Binebine op de website Qantara (2003)
- Franstalig interview met Mahi Binebine in Jeune Afrique(2009)
- Franstalig interview met Mahi Binebine op YouTube (2015)

- Bibsys: 98072942
- Biblioteca Nacional de España: XX1516000
- Bibliothèque nationale de France: cb12258514t (data)
- Catàleg d'autoritats de noms i títols de Catalunya: 981059719304706706
- Gemeinsame Normdatei: 115467866
- International Standard Name Identifier: 0000 0001 2144 205X
- Library of Congress Control Number: n94060212
- Nationale Bibliotheek van Tsjechië: osa2014839274
- Nationale Bibliotheek van Israël: 987007517241105171
- Nederlandse Thesaurus van Auteursnamen: 136557104
- Réseau des bibliothèques de Suisse occidentale: 02-A003007736
- Istituto Centrale per il Catalogo Unico: CAGV028167
- SNAC: w6jt791w
- Système universitaire de documentation: 031353886
- Virtual International Authority File: 95233812
- WorldCat: E39PBJqVQTrDwmcgk7dkrjPfbd